# Emil Hermansson
Emil Hermansson, född 19 juli 1971 i Kiruna, är en svensk schackspelare.
Hermansson är sedan 2000 internationell mästare i schack. Hermansson har med sin klubb, SK Rockaden, vunnit Elitserien i schack åren 2001, 2004–2005 och 2008-2009. I Europacupen i Neum, Bosnien, erövrade han en inteckning i stormästartiteln, men behöver minst en inteckning till innan han kan erhålla stormästartiteln från FIDE. Under 2002-2003 var han sekundant till världsspelaren Vasilij Ivanchuk i turneringar i Linares, Spanien och i Prag, Tjeckien. År 2005 kom han trea i schack-SM i Göteborg och är sedan samma år även tränare för Nils Grandelius, som vann junior-SM 2007 i Stockholm.
År 2007 vann Hermansson svenska mästerskapet i den japanska schackformen shogi, i Göteborg efter 3–0 mot förre sverigemästaren Carl-Johan Nilsson.
Tillsammans med Lennart Eman grundade han Smarta Bodens Schackskola 2011 med ambitionen att göra Boden till ett schackcentrum. Klubben arrangerar elo-turneringar varje helg det finns intresse.